# ۲-اولئیک اسید گلیسیرین

ساختار شیمیایی ۲-اولئیک اسید گلیسیرین

۲-اولئیک اسید گلیسیرین (به انگلیسی: 2-Oleoylglycerol) با فرمول شیمیایی C۲۱H۴۰O۴ یک ترکیب شیمیایی با شناسه پاب‌کم ۵۳۱۹۸۷۹ است. که جرم مولی آن ۳۵۶٫۵۳۹۹ گرم بر مول می‌باشد. 